# 李梅樹紀念館
李梅樹紀念館（The Li Mei-shu Memorial Gallery）位於臺灣新北市三峽區，在1995年4月成立，是一間以紀念臺灣畫家李梅樹和展出其作品為宗旨所設立的紀念館。目前由李梅樹的次子李景光和三子李景文負責營運。

## 館史概要
1990年，李梅樹的家屬自籌經費於台北縣三峽鎮民生街119號6樓設立「劉清港醫師李梅樹教授昆仲紀念館」預備館，展出兩人生前遺留的文物、手稿、畫作及生活器物等，為台灣最早開始運作且具教育功能的個人美術館。後來因場地侷促，在1995年4月遷入中華路現址，並更名為李梅樹紀念館，主要收藏與展示李梅樹之文物與畫作，2005年由文建會指定為地方文化館；民生路原址則於1993年另立李梅樹教授紀念文物館，收藏李梅樹長子李景暘畢生之收藏，以及劉清港醫師相關文物 。

## 館藏特色
館藏有豐富的李梅樹作品，包含其早期素描、攝影作品、水彩和油畫等。
除李梅樹各類畫作外，館藏還包含其書信作品、照片集錦與相關文物。

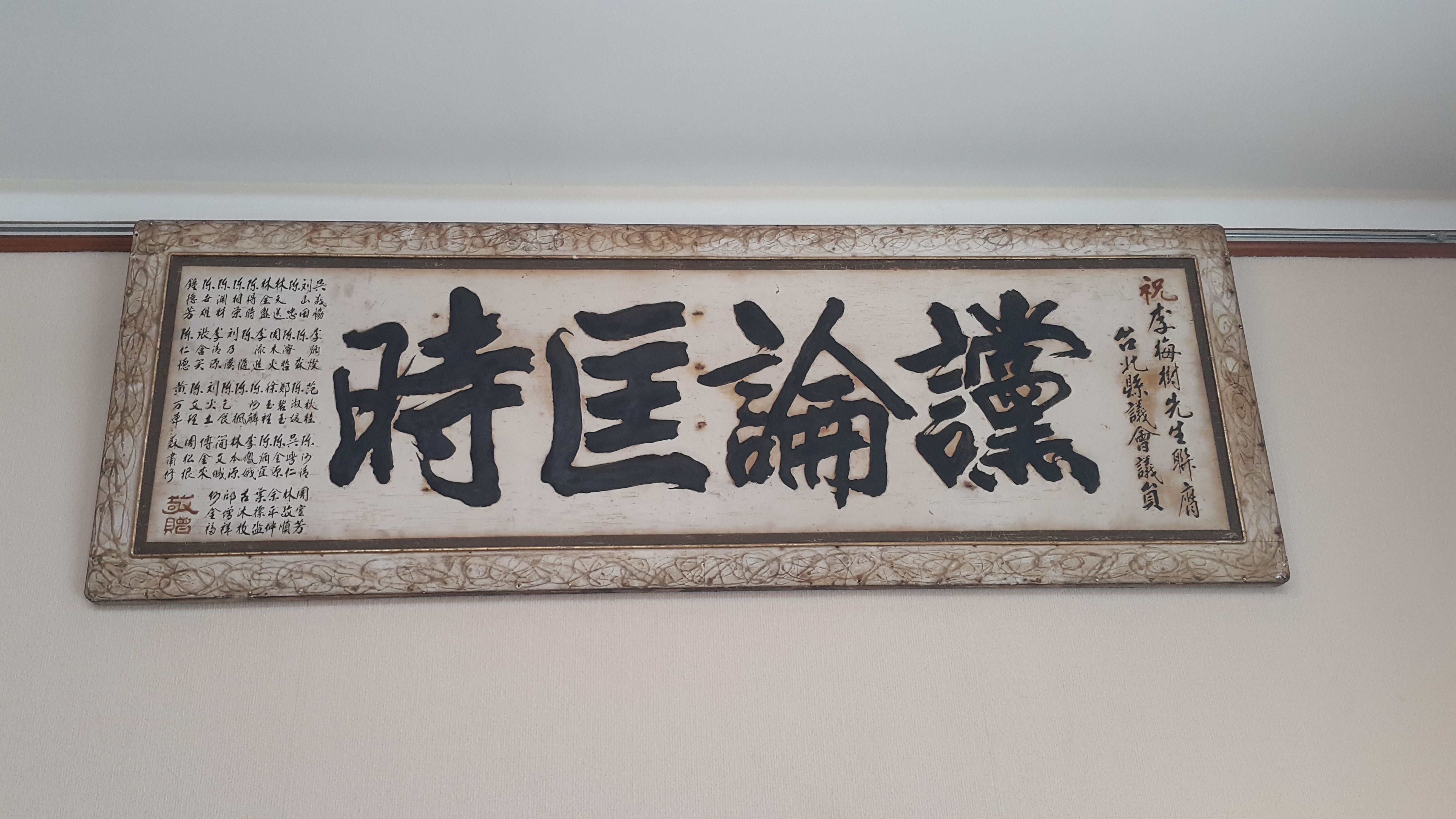
李梅樹紀念館門口所展示之匾額，該匾額為李梅樹當年連任台北縣縣議員時，眾仕紳所致贈。

## 特色活動
自2012年起，李梅樹紀念館參考植樹節概念與粉樂町的經驗，舉辦三峽梅樹月，讓其他在地藝術家進入李梅樹紀念館，李梅樹的畫作與手稿也會到紀念館外的美術館進行聯展。
| 年份 | 時間      | 活動副標題                                                                       |
| ---- | --------- | -------------------------------------------------------------------------------- |
| 2012 | 3/23~4/29 | 喜上「梅」梢                                                                     |
| 2013 | 3/23~4/21 | 古典與現代交揉的藝術巡禮                                                         |
| 2014 | 3/13~4/13 | 一場[出牆x跨域]的藝術饗宴                                                        |
| 2015 | 3/28~4/26 | 藝術作地標，作品當門牌，一起勾勒三峽的人文地圖                                   |
| 2016 | 3/12~4/24 | 時間，陳釀了一條老街，也堆疊了一座城鎮的文化底蘊。來三峽，品嚐「時間的滋味」吧！ |
| 2017 | 3/11~4/23 | 用藝術，妝點春天                                                                 |
| 2018 | 3/17~4/29 | 與土地共振                                                                       |
| 2019 | 3/16~4/28 | 韶光荏苒                                                                         |

## 外部連結
- 李梅樹紀念館 （页面存档备份，存于）
- 李梅樹紀念館的Facebook專頁
- 人間國寶 梅樹先